# اوشتراموندرا
اوشتراموندرا (به آلمانی: Ostramondra) یک شهر در آلمان است که در زومردا واقع شده‌است. اوشتراموندرا ۵۸۱ نفر جمعیت دارد.